# El Chaltén
El Chaltén is een plaats in het Argentijnse bestuurlijke gebied Lago Argentino in de provincie Santa Cruz dicht bij het Viedmameer. De plaats telt 324 inwoners.
El Chaltén is gelegen in het nationaal park Los Glaciares, aan de voet van de Cerro Torre en de Cerro Chaltén, ook Cerro Fitzroy genoemd, een bergtop waarnaar het bergdorp genoemd is.

## Galerij

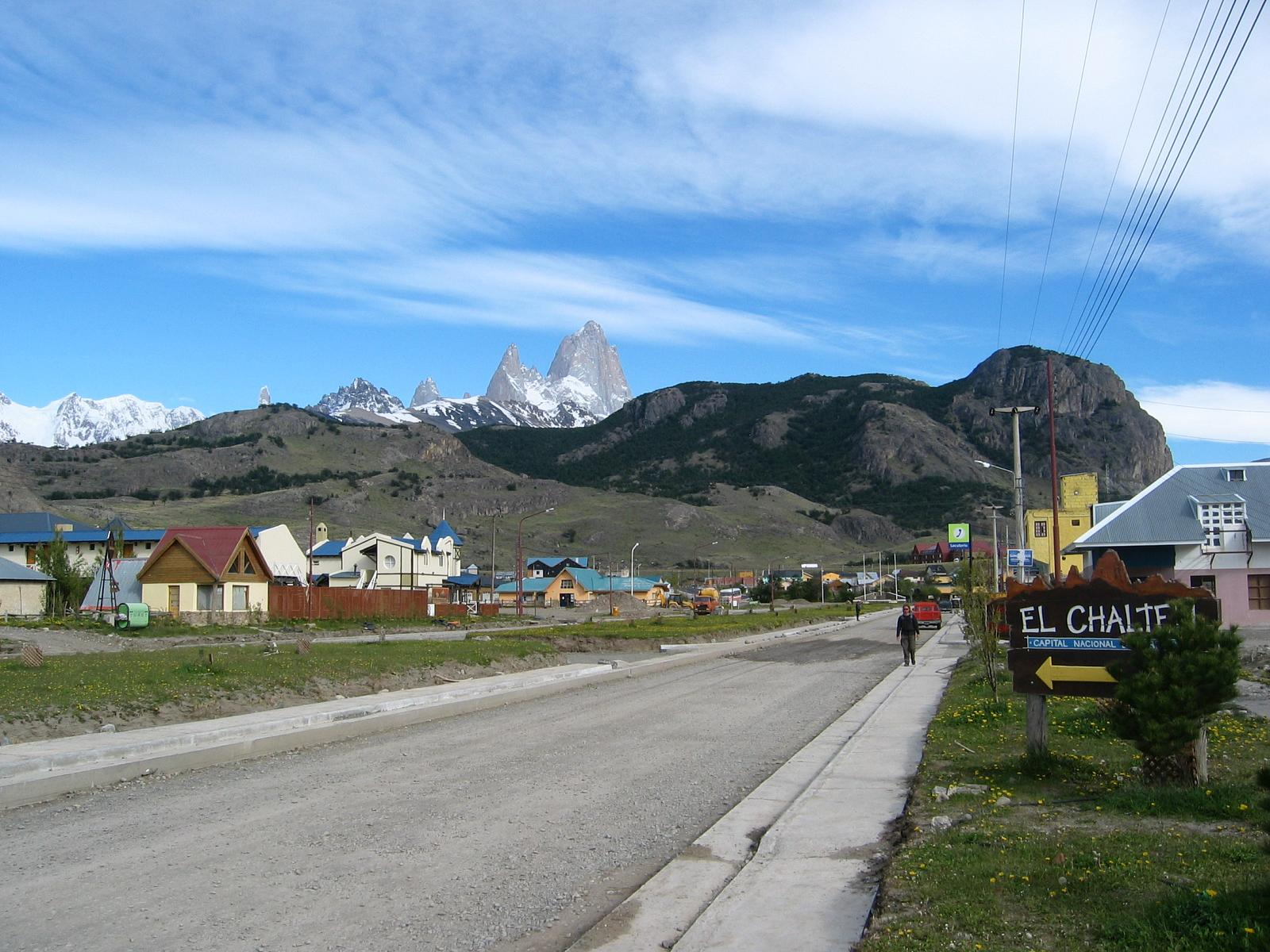
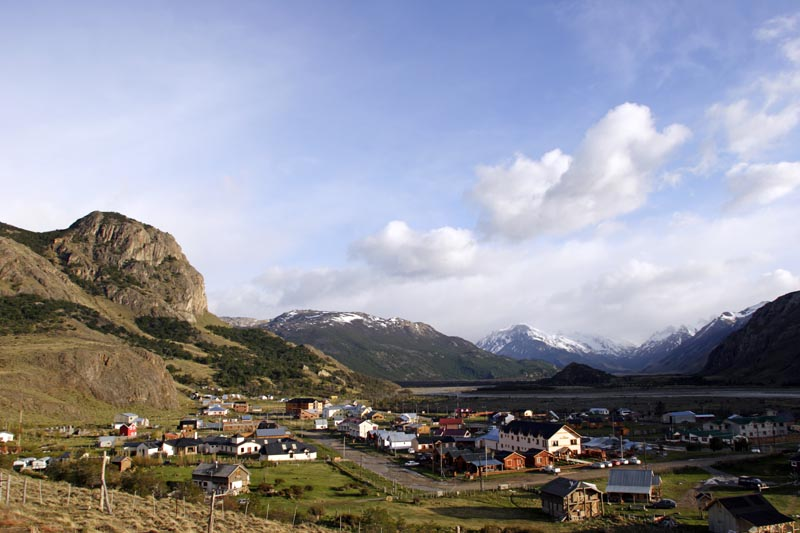
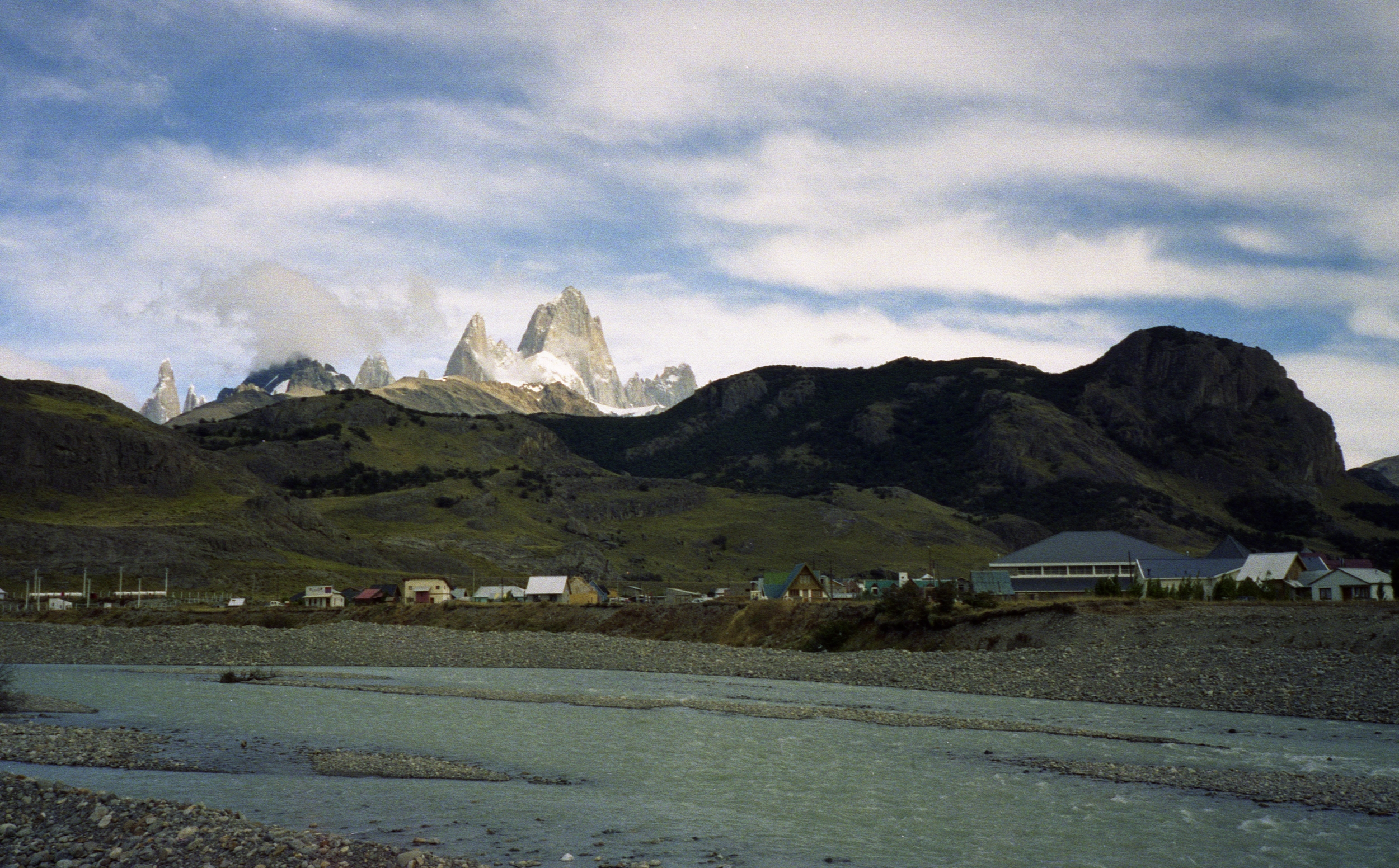